# Zátiší (fotografie)

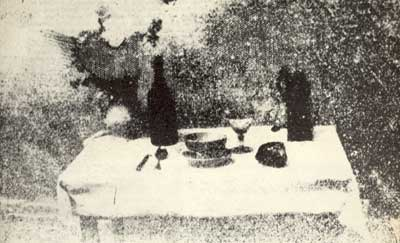
Nicéphore Niépce: Prostřený stůl, heliografie, 1823–1825

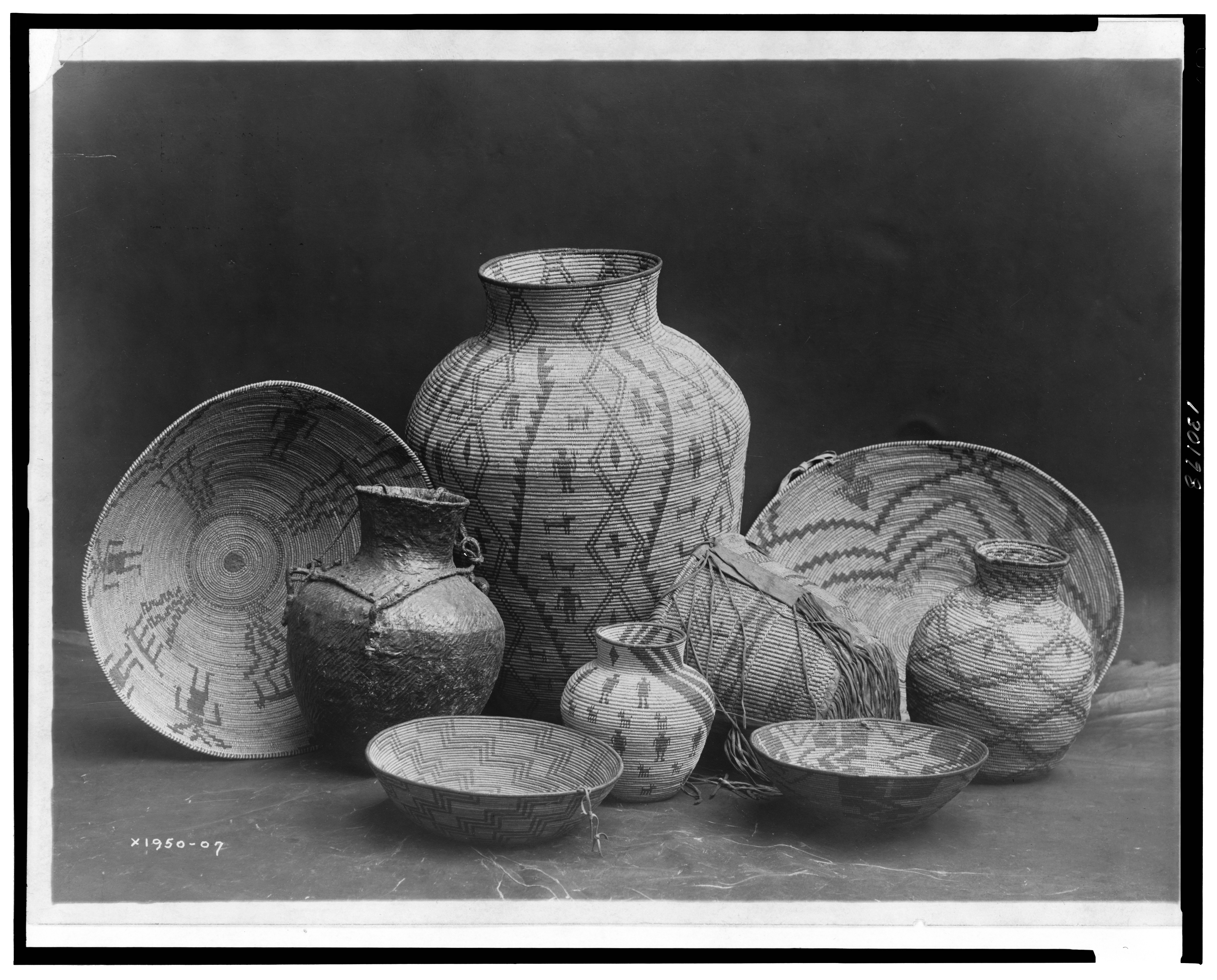
Edward S. Curtis: Zátiší u Apačů, 1907

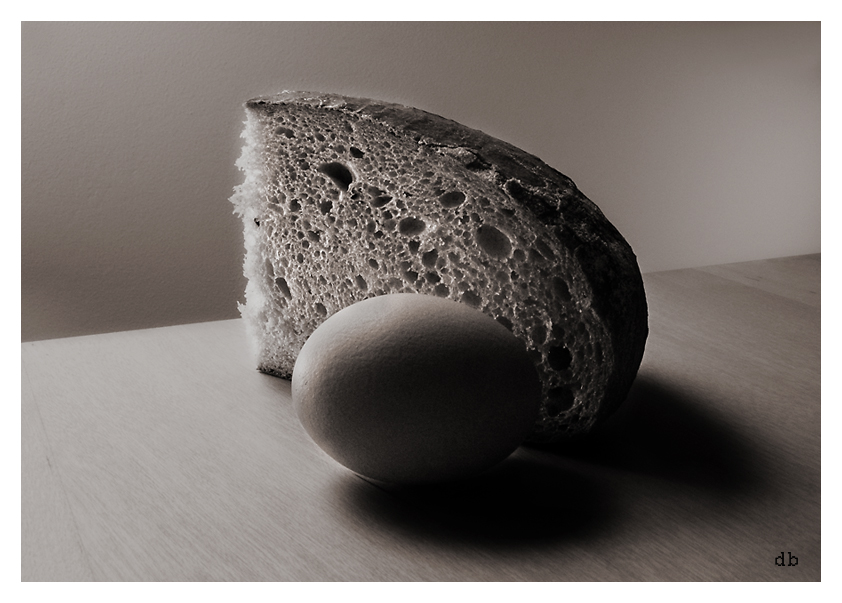
Zátiší inspirované dílem Josefa Sudka

Zátiší ve fotografii je umělecké dílo, které vkusně zobrazuje předměty, obvykle běžné, které mohou být přírodního původu (ovoce, zelenina, rostliny nebo přírodniny) nebo vyrobené člověkem (sklenice, dýmky, atd.) v umělém prostředí.
Fotografování zátiší umožňuje fotografovi mnohem více aranžovat a zasahovat do kompozice předmětů a ovlivňovat nasvícení scény než například při fotografování krajiny, portrétní fotografie nebo reportáže. V současné době je zátiší ve fotografii využíváno například pro reklamní snímky. Při fotografování můžeme pro zachování atmosféry využít dané a přirozené světlo, nebo scénu uměle osvítit zábleskovým světlem. Pro umělé osvícení v ateliéru nebo exteriéru můžeme využít celou řadu fotografických osvětlovacích technik.

## Klasifikace zátiší
- Klasické – je záměrně aranžovanou kompozicí jednoho nebo více předmětů. Používají se přibližně stejně velké rekvizity, například pomeranč, banán a hroznové víno (jinak by to byl portrét jedné rekvizity). V zátiší používáme pozadí, které neruší a nepoutá pozornost.
- Moderní věcné – využívá moderních kompozičních postupů.
- Symbolické – vyjadřuje symbolickou hodnotu zobrazovaných objektů.
- Nalezené – seskupení fotografovaných objektů, které nebylo fotografem příliš záměrně aranžováno.

## Historie

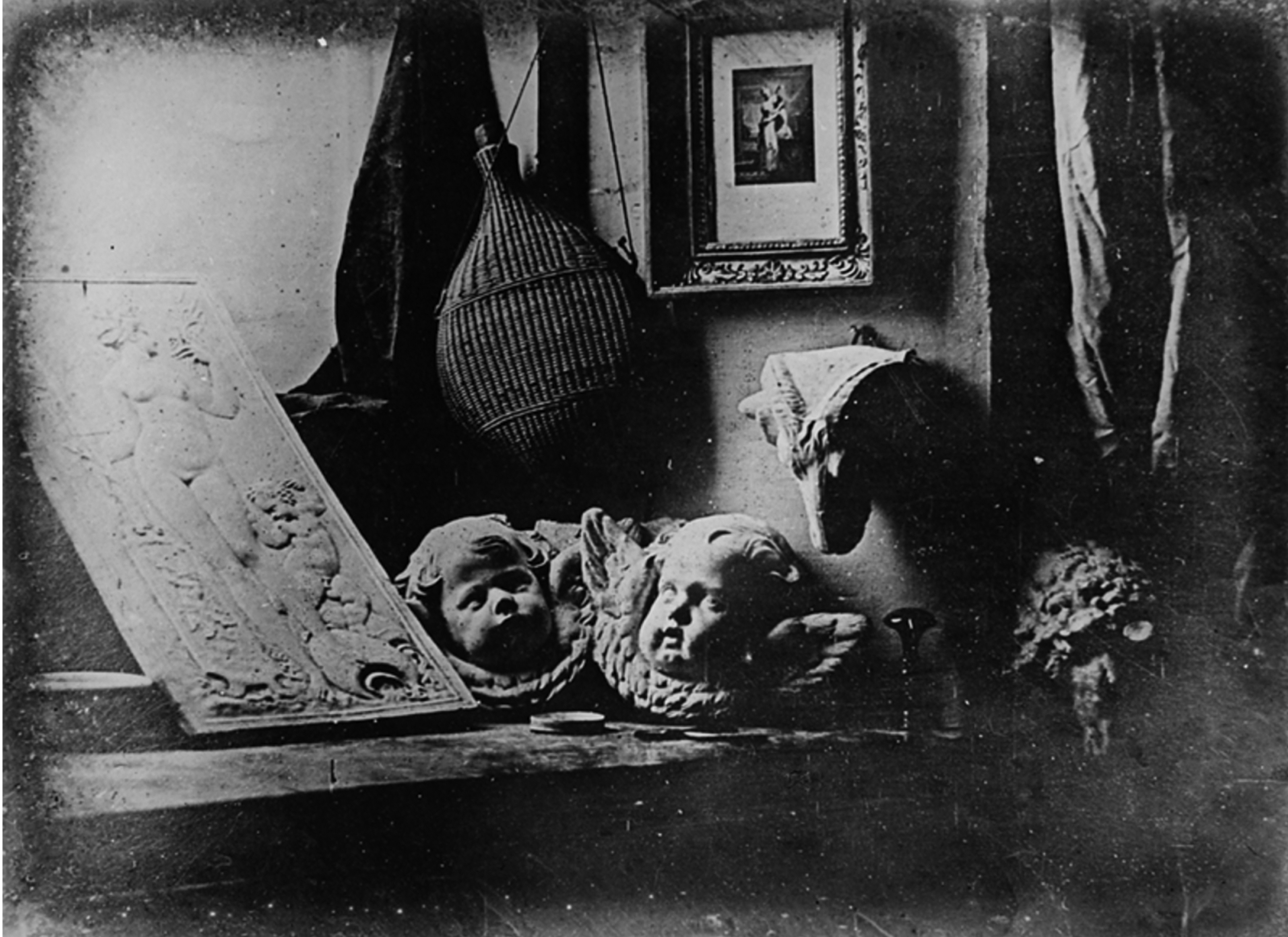
Nejstarší dochovaná daguerrotypie z roku 1837 zobrazuje zátiší z Daguerrova ateliéru

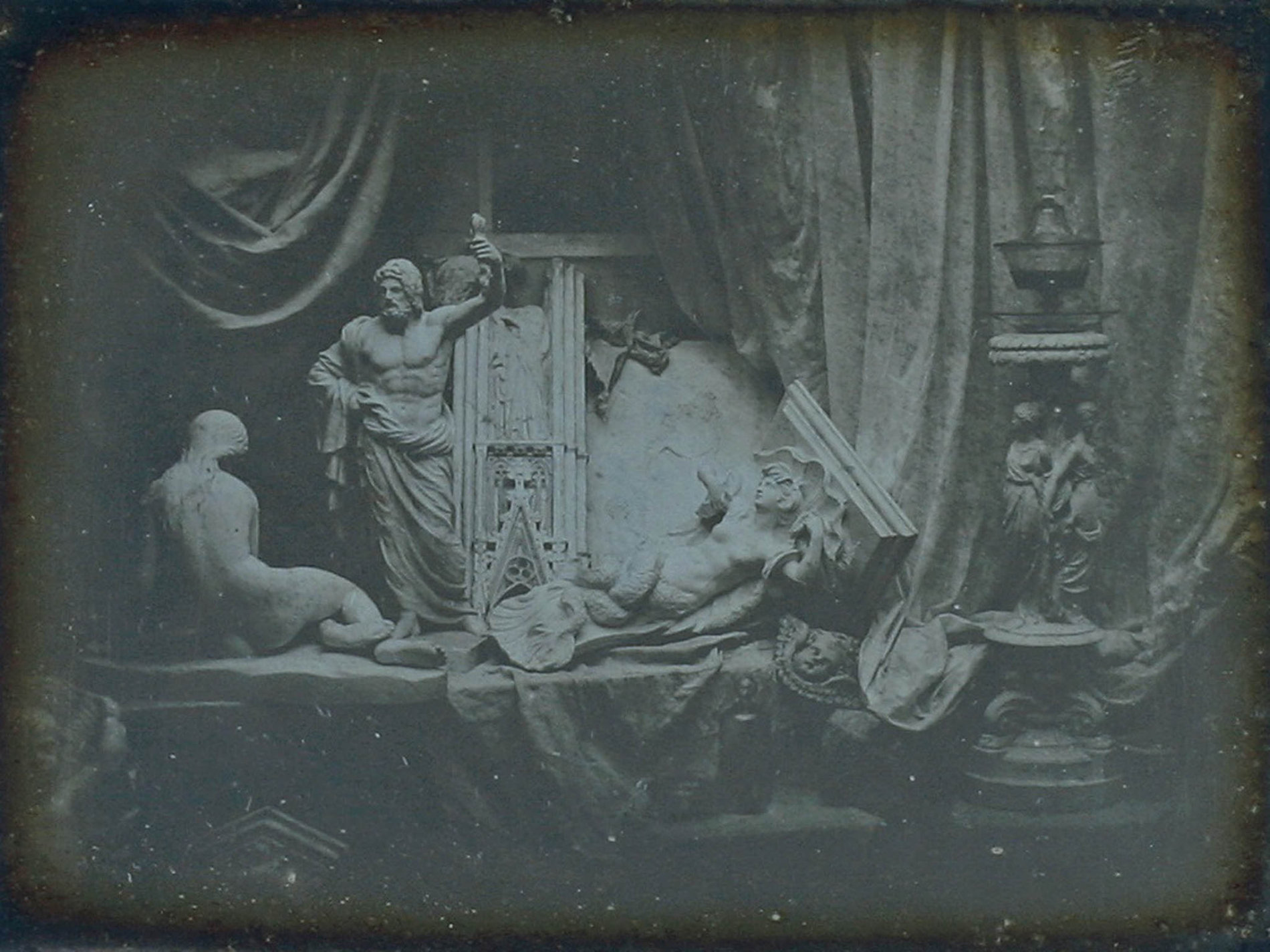
Kynžvartská daguerrotypie – zátiší z doby před rokem 1839

První zátiší začali pořizovat daguerrotypisté společně s fotografiemi krajin na počátku 19. století – nevadily jim dlouhé expoziční časy. Jedna z prvních dochovaných fotografií byla v podstatě zátiší, jehož autorem byl Francouz Joseph Nicéphore Niépce. Niépceho scénu aranžoval na jídelním stole v období mezi rokem 1823 a 1825, pojmenoval ji Prostřený stůl a má velikost 7×11,7 cm. Originál této heliografie na skle se však ztratil při převozu k restaurování. Na fotografii je nůž, lžíce, sklenice, číše, miska, láhev, váza a kávová konvice. Expozice tohoto snímku trvala pravděpodobně 4 hodiny (tolik bylo potřeba času při věrné rekonstrukci v roce 2004).
Nejstarší dochovaná daguerrotypie z roku 1837 zobrazuje shodou okolností také zátiší, a je z Daguerrova ateliéru. Daguerre osobně věnoval jedno své zátiší z roku 1839 s motivem uměleckého ateliéru a s vlastnoručním věnováním kancléři Metternichovi, a které je dnes majetkem zámku Kynžvart. Jedná se o Kynžvartskou daguerrotypii, která byla v roce 2006 zařazena na seznam movitých národních kulturních památek. Daguerre při snímání nepoužil zrcadla, neboť nápis na štítku u zavěšeného obrazu v pozadí je stranově převrácený. Podle používané tradice velikostí štítků na rámech starých pláten je možné spočítat, že socha stojící postavy je přibližně 160 cm vysoká. Národní technické muzeum se zabývalo otázkou stáří této daguerrotypie: pokud ji Metternich vlastnil a v roce 1839 svému archiváři sděloval, že ji obdržel před vyhlášením vynálezu, měla by být tato dagguerotypie data staršího. Pokud je pravdou, že je rozeslal tehdy nejvýznamnějším postavám v té době a mělo by jich být přibližně 10 kusů. Rudolf Jung se přiklání k názoru, že je posílal všechny najednou, tedy i tuto do Kynžvartu. Pak by bylo nutné hovořit tak, že tato patří mezi 10 nejstarších a zachovaných fotografií, respektive daguerrotypií, na světě. Každopádně tuto Jung považuje za jednu z nejzdařilejších.
Portréty se mohly začít fotografovat až po výrobě vhodnějšího objektivu, vypočteného Josefem Maximiliánem Petzvalem v roce 1840.
Karl Blossfeldt (1865–1932) byl německý fotograf, sochař, učitel a umělec, který pracoval v Berlíně. Je známý svými fotografiemi květin, systematicky fotografoval především různá semena, šešule a listy. Řadí se do světové meziválečné avantgardy jako zástupce německé Nové věcnosti (Neue Sachlichkeit) společně s umělci jako byli Albert Renger-Patzsch, Walter Peterhans, Helmar Lerski a August Sander. Tato skupina představovala nový směr, kterým se vydala fotografie v Evropě – tzv. nemanipulovaná fotografie.
- Edward Weston
- Irving Penn
- Eduard Isaac Asser

Další významní autoři
- Irving Penn
- Edward Weston
- Hiro (photographer)
- Paul Outerbridge
- Paul Strand
- André Kertész
- Albert Renger-Patzsch

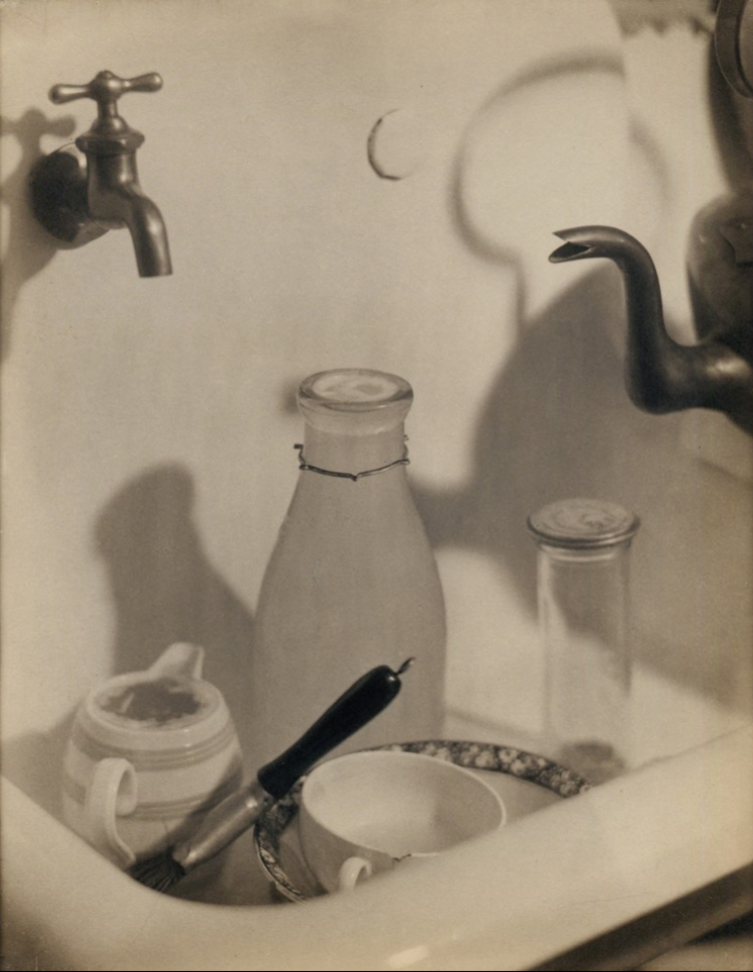
Margaret Watkins: The Kitchen Sink, 1919

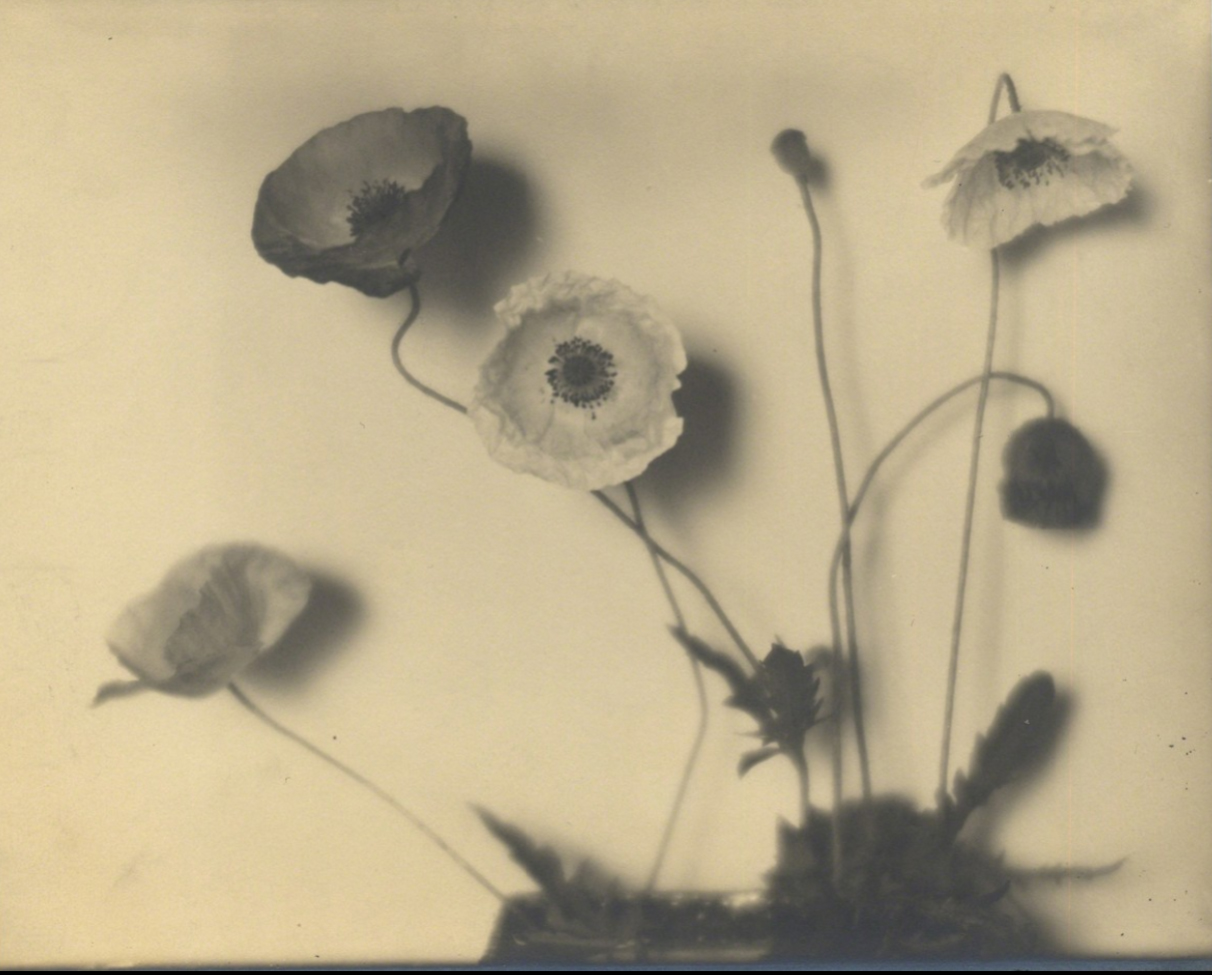
Margaret Watkins: Flower Studies, asi 1920

- Margaret Watkins (1884–1969), kanadská fotografka. Stala se jednou z prvních fotografek, které přispívaly do reklamních agentur. Stala se jednou z prvních uměleckých reklamních fotografek, jejíž obrazy každodenních předmětů stanovily nové standardy přijatelnosti. Poštovní známka s její fotografií The Kitchen Sink byla vydána 22. března 2013 společností Canada Post jako součást kanadského fotografického seriálu. Je na ní nalezené zátiší dřezu s nádobím.[9][10][11]

- Jan Groover
- Sharon Core
- Martin Parr
- Robert Mapplethorpe
- Daniel Gordon

### České země

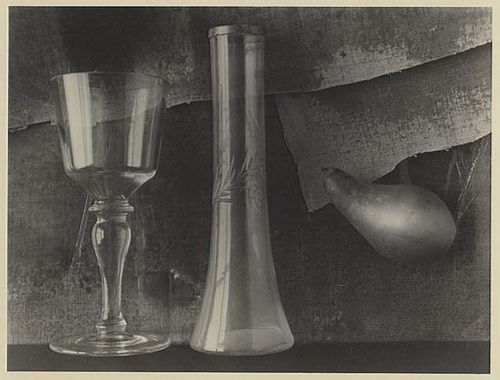
František Provazník: Zátiší

Z českých fotografů vynikal v tvorbě zátiší Josef Sudek, kterého v padesátých letech minulého století inspiroval malíř Josef Navrátil (1798—1865). Po druhé světové válce Sudek vytvořil cyklus Zátiší podle Navrátila (1954), ale mnohem známější je Sudkův cyklus „Okno mého ateliéru“ (1940–1954), „Zahrada mého ateliéru“ (1950–1970) a „Zátiší na okně mého ateliéru“ (1950–1958).

Dílem Josefa Sudka se inspirovalo mnoho fotografů, například Jan Svoboda, Pavel Hudec Ahasver a František Provazník.
Dalším současným fotografem, který se zajímá o symboliku zátiší je Rudo Prekop ze slovenské nové vlny, například v cyklech Pocty, Pomníky, Květiny a Hrdinové.
- Jan Faukner

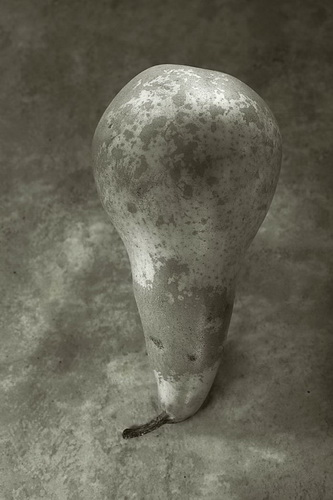
František Provazník: Hruška
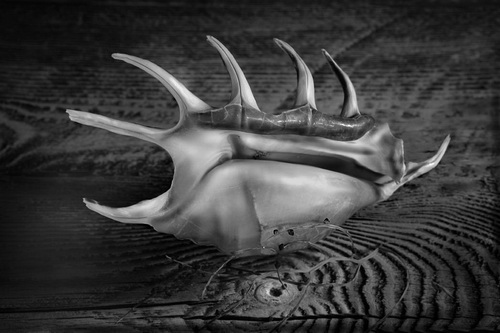
František Provazník: Mušle
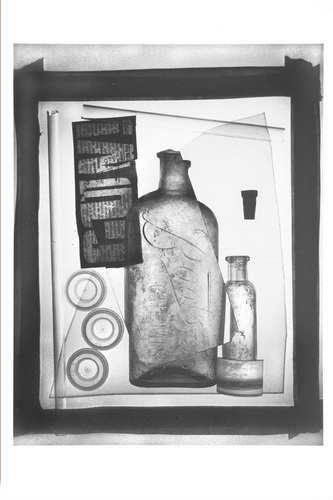
František Provazník: Pocta Juanu Grisovi, Oxford, 1991

## Galerie

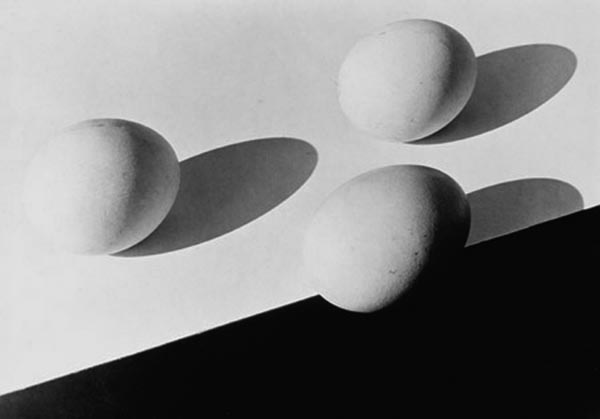
Aenne Biermann: Vajíčka, asi 1930
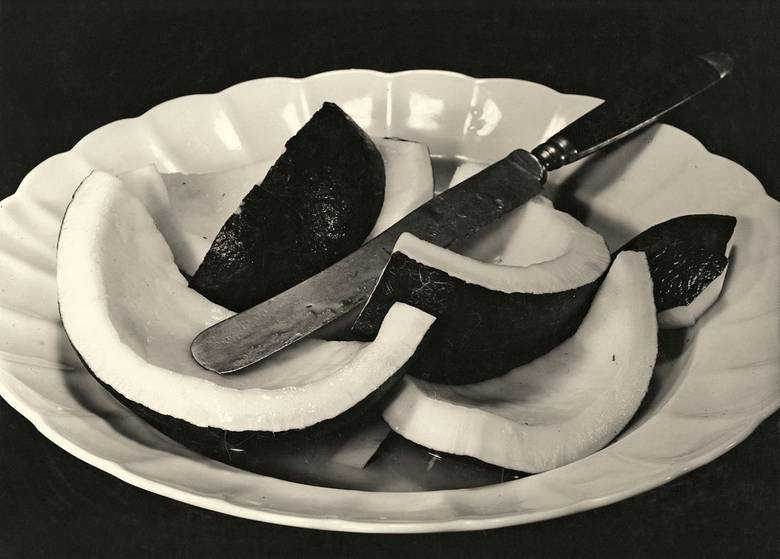
Aenne Biermann: Kokosový ořech, 1929
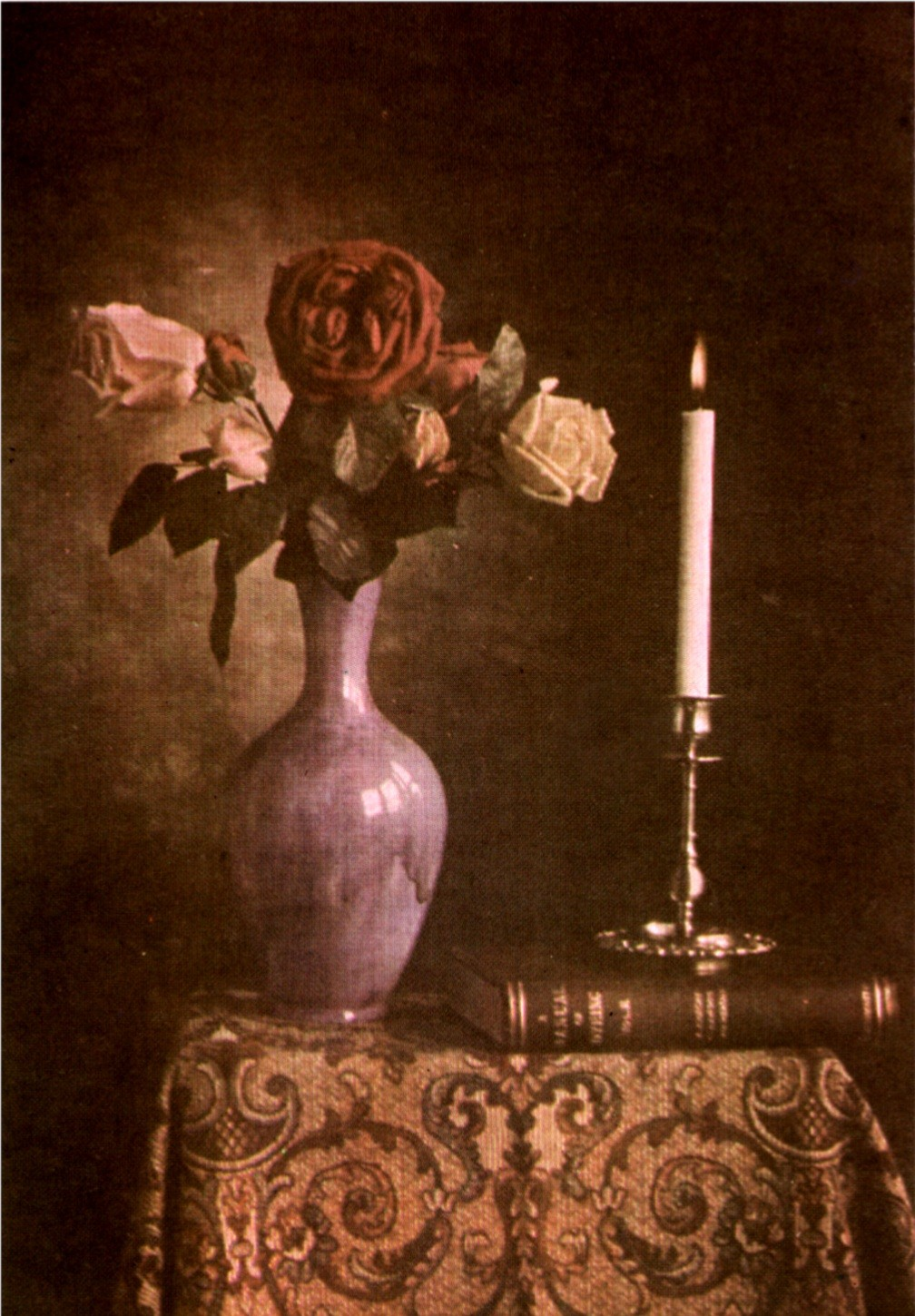
Barevné zátiší, neznámý autor, 95×142 mm, 1898
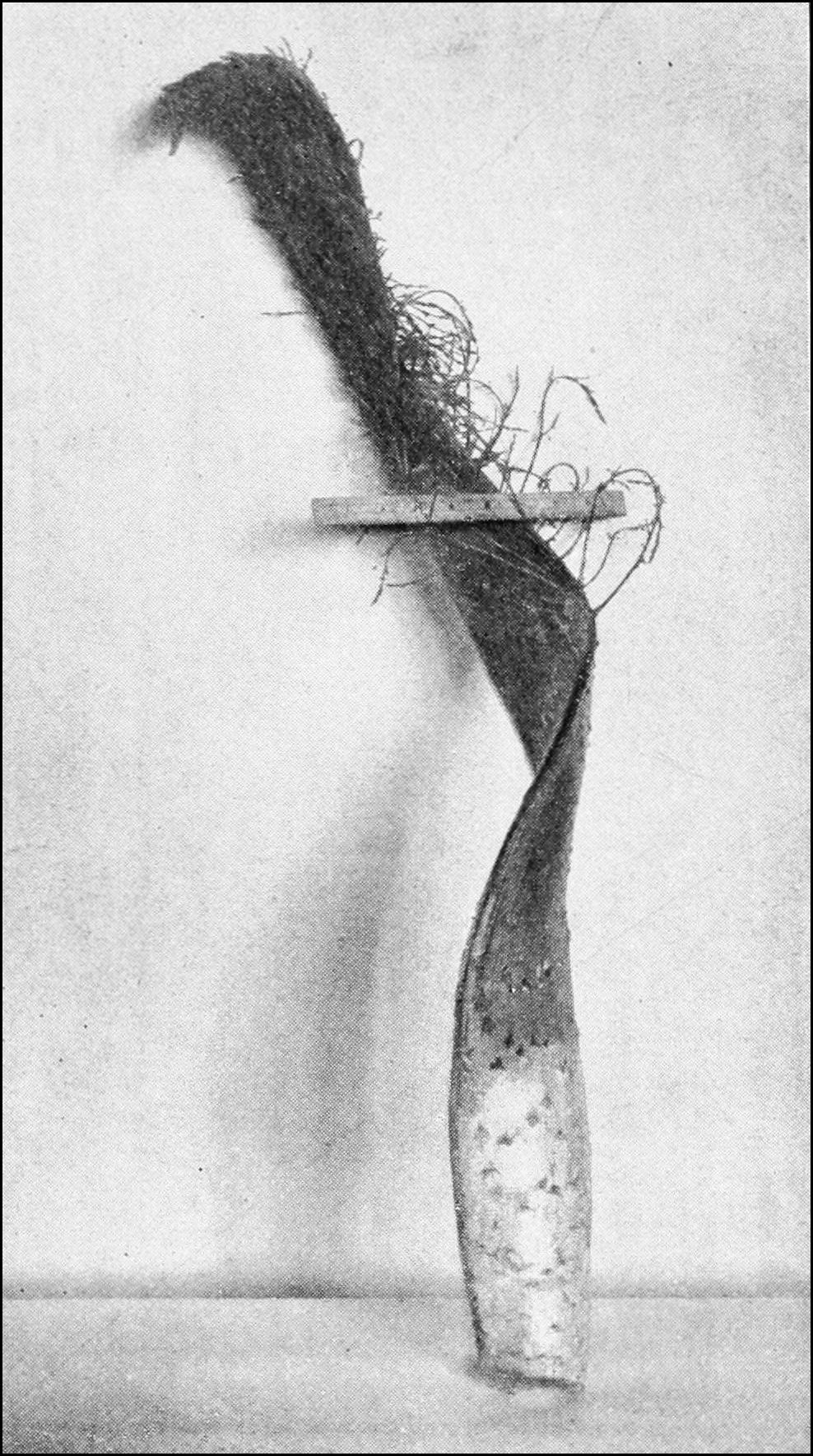
Asparagus fasciation, 1892–1893, Popular Science Monthly

Fotografie zátiší v 19. století stejně jako v jiných oblastech tohoto druhu umění, vycházela z malířství. Viz srovnání obrazové kompozice zátiší fotografie Camille Silvy (1834–1910) a obrazu německého malíře Wilhelma Busche (1832–1908).

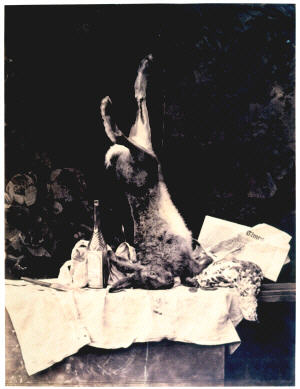
Camille Silvy: Lovecké zátiší s novinami Times, fotografie, okolo 1858
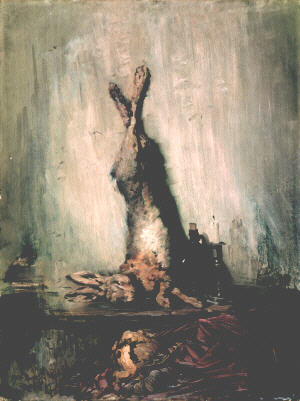
Wilhelm Busch: Velké zátiší s mrtvým zajícem, malba, 1870